# استار کروزس
استار کروزس (انگلیسی: Star Cruises) شرکت گردشگری هنگ کنگی است، که در سال ۱۹۹۳ توسط لیم کوک تای تأسیس شد.